# Jajo orfickie

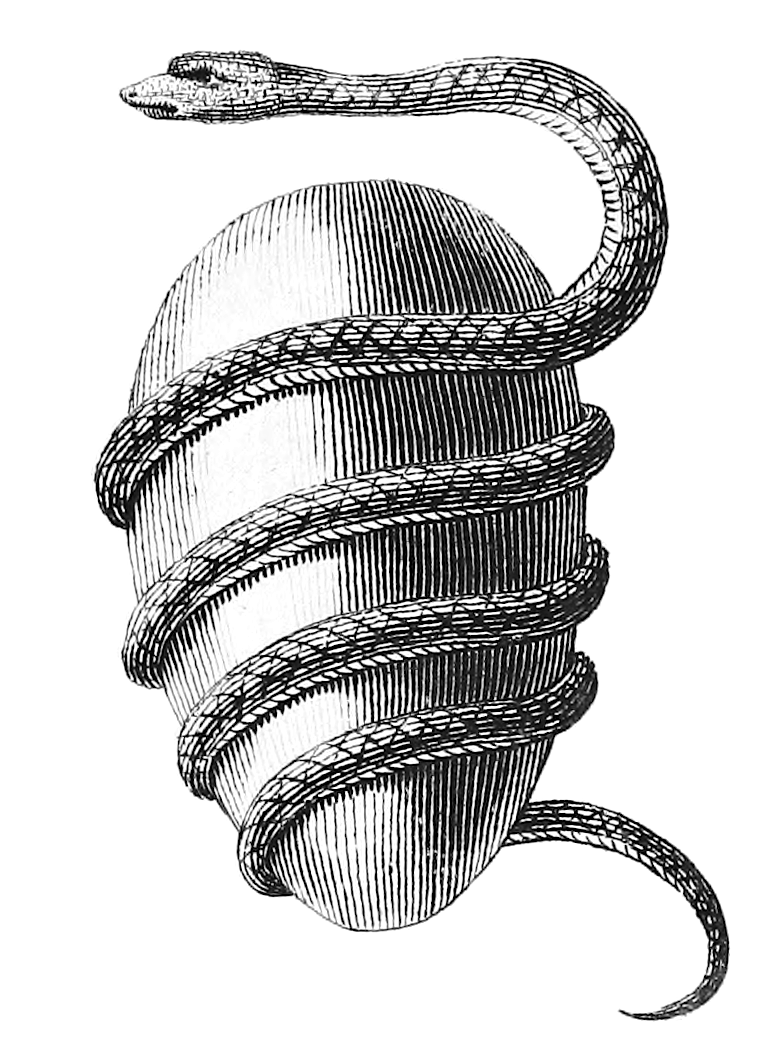
Jacob Bryant - Jajo orfickie (1774)

Jajo orfickie – w tradycji orfickiej jajo kosmiczne, z którego narodziło się pierwotne hermafrodytyczne bóstwo Phanes-Protogonos utożsamiane niekiedy z Zeusem bądź Erosem. Srebrne jajo orfickie przedstawiane jest często z wężem wokół. Pojęcie jaja orfickiego pojawia się także w pracach Carla Gustava Junga jako składnik mandal.